# Врагове (филм, 2017)
„Врагове“ е български игрален филм (исторически) от 2017 година, по сценарий и режисура на Светослав Овчаров. Оператор е Рали Ралчев, художник - Георги Тодоров-Жози. Музиката във филма е базирана на военни сигнали, използвани от българската войска според устав за строевата служба от 1901 г.
Премиерата на филма е на 17 април 2018 г., а той тръгва по кината на 20 април 2018 г.
За Валентин Ганев този филм се занимава с отделния човек, а неговият герой е крайният циник в отношението към света и войната, в която участва.

## Сюжет
Пролетта на 1913 г. Балканската война. Турски броненосец тероризира с далекобойните си оръдия българската армия.
Въпреки противоречията помежду си, група отчаяни военни се заемат да пренесат по суша лодка. Те искат да я превърнат в жива торпила и да потопят броненосеца. По пътя се сблъскват с турски войници, които от врагове стават техни съюзници.
Противоречията между българите могат да се окажат по-силни от омразата към враговете.

## Актьорски състав
- Асен Блатечки – Арабията
- Иван Бърнев – поручик Ахтаров
- Валентин Ганев – доктор Кънчев
- Стефан Мавродиев – отец Серафим, свещеник
- Христо Ушев – мичман Кирязов
- Леарт Докле – фелдфебел Диков
- Димитър Овчаров – ординарецът Калистрат
- Иван Савов – генерал Донев
- Ивайло Димитров – адютант
- Синан Арслан – Али
- Хасан Гюней – Ампер
- Константин Соколов – Дениз
- Николай Брънзалов – френец
- Дилян Аргиров – командир на батарея
- Христо Димитров-Хиндо – военен художник

## Награди
- Специална награда на град Варна на фестивала „Златна роза“ (Варна, 2017)[2]